# India Tribune
India Tribune ist ein Wochenmagazin aus Chicago. Es befasst sich mit Belangen von Amerikanern mit indischer Identität sowie mit indischen Nachrichten; es wurde 1977 gegründet.